# Blackburnium seticolle
Blackburnium seticolle är en skalbaggsart som beskrevs av Henry Fuller Howden 1979. Blackburnium seticolle ingår i släktet Blackburnium och familjen Bolboceratidae. Inga underarter finns listade.